# Droga wojewódzka 288
Die Droga wojewódzka 288 ist eine Woiwodschaftsstraße in der polnischen Woiwodschaft Lebus. Die Straße beginnt in Dąbie (Gersdorf) und verläuft nach Nowogród Bobrzański (Naumburg am Bober), wo sie sich mit der Droga krajowa 27 trifft. In ihrem Verlauf kreuzt sich die Straße zudem mit der Droga wojewódzka 287. Die DW 288 hat eine Gesamtlänge von 28 Kilometern.